# آگرانولوسیت
آگرانولوسیت یا تک‌هسته‌ای (به انگلیسی: Agranulocyte) در زیست‌شناسی، گویچهٔ سفیدی است که فقط یک هستهٔ منفرد در میان‌یاخته داشته باشد. تک‌هسته‌ای‌ها دسته‌ای از گلبولهای سفید خون هستند که در سیتوپلاسم آنها دانه یا گرانول وجود ندارد. 

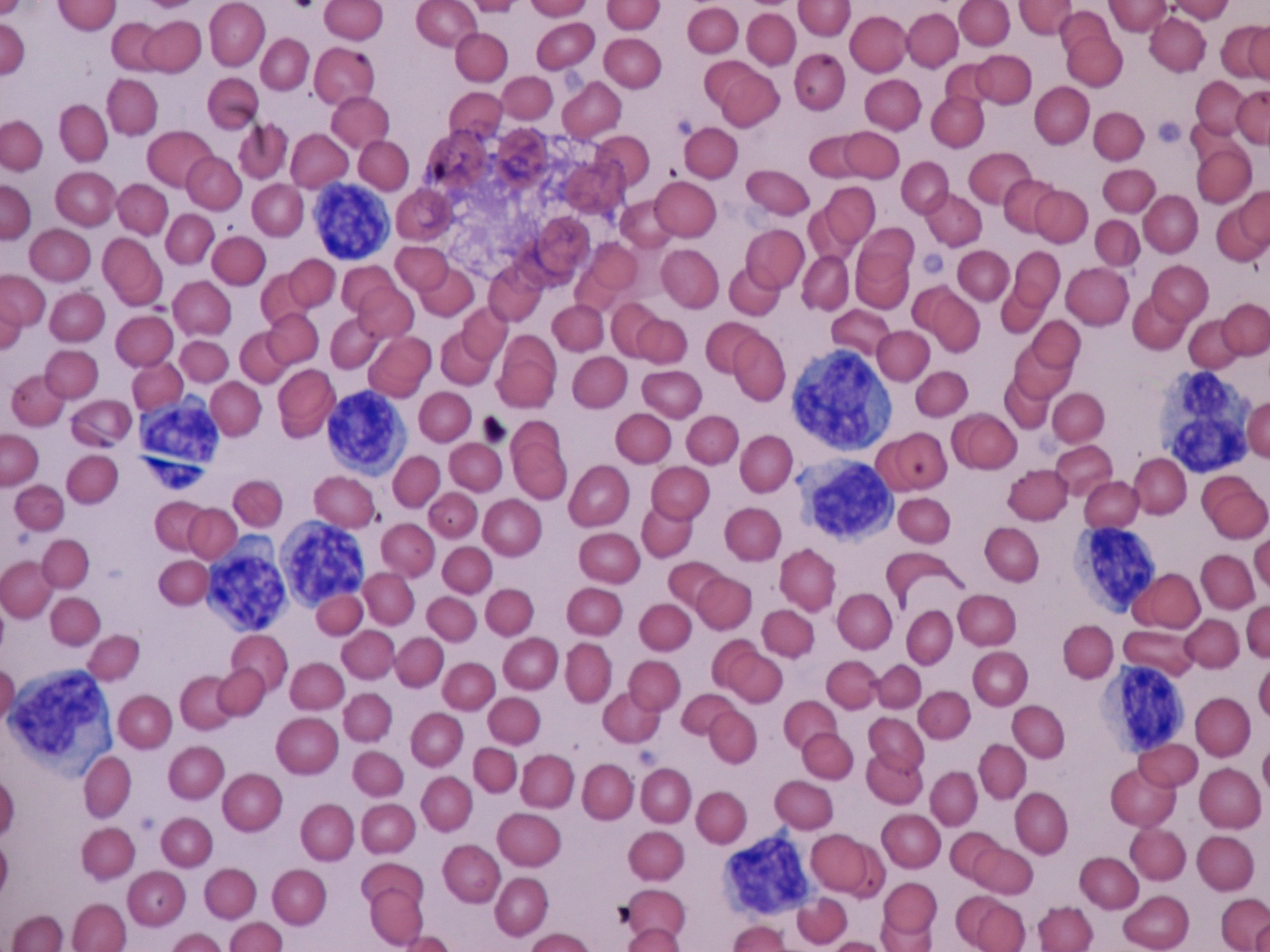
تصویری از هر دو نوع لنفوسیت B, T در بین RBC ها

تک‌هسته‌ای‌ها خود به دو گروه تقسیم می‌شوند: لنفوسیت‌ها و مونوسیت‌ها.

## لنفوسیت‌ها
لنفوسیت‌ها خود به دو نوع اصلی B و T تقسیم می‌شوند که در ساخت آنتی بادی و سلول خواری نقش دارند و دارای هسته‌ای گرد و درشت هستند که سیتوپلاسمی اندک دارند. هر لنفوسیت، چه B و چه T فقط یک نوع گیرندهٔ آنتی ژنی در سطح خود دارند، ولی تعداد زیادی گیرندهٔ آنتی ژنی از یک نوع دارند. لنفوسیتها فاگوسیتوز انجام نمی‌دهند و در دفاع اختصاصی نقش دارند.
لنفوسیت های T، سلول های خودی تغییر یافته (مثلا سرطانی شده یا آلوده به ویروس) را شناسایی می‌کند. همچنین به سلول های اعضای پیوند شده نیز یورش می‌برند، هر چند عضو پیوندی با بدن فرد ژنتیک مشابهی داشته باشد. لنفوسیت های T بعد از شناسایی آنتی‌ژن تکثیر می‌شوند و لنفوسیت های T کشنده را پدید می‌آورند. لنفوسیت های T کشنده به سلول های هدف متصل شده و با ترشح پرفورین و آنزیم مرگ برنامه ریزی شده، آپوپتوز را به راه می‌اندازند.
لفوسیت های B، آنتی‌ژن سطح میکروب ها یا ذرات محلول مثل سم میکروب ها را شناسایی می‌کند. از میان لنفوسیت های B با گیرنده های مختلف، آن لنفوسیتی
که توانسته است آنتی‌ژن را شناسایی کند به سرعت تکثیر می شود و یاخته هایی به نام پلاسموسیت (سلول های پادتن ساز) را پدید می آورد. پادتن همراه
مایعات بین سلولی، خون و لنف به گردش در می‌آید و هرجا با میکروب یا آنتی‌ژن های محلول برخورد کرد آن را نابود، یا بی‌اثر می سازد. هر لنفوسیت B می تواند پس از تبدیل به پلاسموسیت، پادتنی مشابه با گیرندۀ خود ترشح کند.

## مونوسیت‌ها
مونوسیت‌ها دسته‌ای از آگرانولویست‌ها هستند که اندازه‌ای بین ۱۵ تا ۲۵ میکرون داشته، گرد یا بیضی هستند و شکل هسته آنها نامنظم و دارای پیچ خوردگی و گاهی کلیوی شکل یا لوبیایی شکل است. مونوسیت‌ها بدون گرانول بوده یا دارای تعداد کمی گرانول های ظریف هستند. مونوسیت‌ها در مراحل اولیه واکنش ایمنی در فاگوسیتوز شرکت دارند. مونوسیت ها با خروج از خون تغییر می‌کنند و به درشتخوار و سلول دندریتی تبدیل می‌شوند.